# Shasta Lake
Shasta Lake är en stad (city) i Shasta County, i delstaten Kalifornien, USA. Enligt United States Census Bureau har staden en folkmängd på 10 195 invånare (2011) och en landarea på 28,3 km².